# Стрелец (Великотырновская область)
Стрелец (болг. Стрелец) — село в Болгарии. Находится в Великотырновской области, входит в общину Горна-Оряховица. Население составляет 296 человек (2022).

## Политическая ситуация
В местном кметстве Стрелец, в состав которого входит Стрелец, должность кмета (старосты) исполняет Райна Стоянова Цветкова (Союз демократических сил (СДС)) по результатам выборов правления кметства.
Кмет (мэр) общины Горна-Оряховица — Йордан Стефанов Михтиев (Граждане за европейское развитие Болгарии (ГЕРБ)) по результатам выборов.